# Syngria griseata
Syngria griseata är en fjärilsart som beskrevs av W. Warren 1905. Syngria griseata ingår i släktet Syngria och familjen Uraniidae. Inga underarter finns listade i Catalogue of Life.